# Urge Overkill
Urge Overkill – amerykański zespół grający alternatywnego rocka, założony w Chicago jesienią 1986 roku, najbardziej znany z coveru piosenki Neila Diamonda „Girl, You'll Be a Woman Soon”, który znalazł się na ścieżce dźwiękowej filmu Pulp Fiction.

## Historia
Wszyscy trzej członkowie zespołu byli jego wokalistami i odpowiadali za różne partie instrumentalne. Nash „National” Kato grał na gitarze, King „Eddie” Roser odpowiadał za bas, zaś John „Blackie Onassis” Rowan udzielał się jako perkusista i dołączył do grupy dopiero w 1991, zastępując innego muzyka na tym miejscu. Do początków lat 90. nagrali kilka płyt dla niezależnych firm Ruthless i Touch And Go, a pomagali im m.in. producenci Steve Albini oraz Butch Vig. Urge Overkill obracał się wówczas w takich gatunkach jak hardcore, metal, klasyczny rock, blues, soul i pop. Grupa jako swoją inspirację podawała takich artystów jak The Misfits, Devo, Nick Cave, The Rolling Stones, The Who, Roxy Music, David Bowie, AC/DC, Kiss, Cheap Trick, James Brown, Sly Stone, Jimmy Webb, Neil Diamond oraz The Raspberries. Oprócz własnych utworów wykonywali też przeróbki starszych, a teksty dotyczyły różnorodnej tematyki. The Candidate powstał pod wpływem wyborów prezydenckich, a tytuł zawdzięczał filmowi o tej samej nazwie z Robertem De Niro w roli głównej. W innej piosence opisali działanie środków halucynogennych na ludzką psychikę (What Is Atrane?). W utworze Stull opisano miasteczko w Kansas, które znane było z praktyk satanistycznych, zabobonów, szeregu relacji ze spotkań mieszkańców z istotami z innego świata. Jednym ze sposobów promocji twórczości zespołu był jego udział we wspólnej trasie z Nirvaną w 1991.
W 1992 (podobnie jak Nirvana czy Sonic Youth) Urge Overkill związał się z większą wytwórnią, którym była firma Geffen, a owocem nowej kooperacji była płyta Saturation nagrany między grudniem 1992 a styczniem 1993 w Studiu 4 w Filadelfii przy pomocy braci Joe i Phila Nicolo Butcherów (producentów kojarzonych z przebojami muzyki hip hop, stali współpracownicy Cypress Hill). Album zawierał zwrot ku czarnej muzyce, o czym świadczyć miało pojawienie się rytmów hiphopowych (Dropout), lecz repertuar był nie tylko bardziej rockowy niż wcześniej, ale i kierował się w stronę punku czy środków wyrazu charakterystycznych dla muzyki hardcore, kiedy indziej natomiast widoczne były wpływy metalu oraz starego rocka. W tekstach powracał wątek przeżyć narkotycznych, ale w Positive Bleeding można było usłyszeć rozważania feministyczne.

## Dyskografia

### Albumy studyjne
- Jesus Urge Superstar (1989)
- Americruiser (1990)
- The Supersonic Storybook (1991)
- Saturation (1993)
- Exit the Dragon (1995)
- Rock & Roll Submarine (2011)

### Albumy koncertowe
- Live at Maxwells 2/5/04 (2004)

### Albumy kompilacyjne
- Americruiser/Jesus Urge Superstar (1990)
- The Urge Overkill Story… Stay Tuned: 1988–1991 (1993)